# Heiau
Un heiau est un temple des peuples indigènes de Hawaï. Il est dit heiau luakini lorsqu’il est à vocation sacrificielle.
Construit de pierres et de rochers, il peut être consacré à un dieu ou une déesse spécifique, mais également être voué à un but spécifique. Les heiaus servaient ainsi d’hôpitaux, de « bibliothèques » (c’est-à-dire, de lieux où on conservait la connaissance sur les supports de l’époque) et de plusieurs autres rôles culturels. 
Il existe des récits du folklore hawaïen attribuant la création de ces temples aux menehunes, un groupe de nains légendaires.
Parmi les heiaus construits au nom d’un seul dieu, le plus célèbre est probablement celui bâti par Kamehameha Ier pour honorer Kū, le dieu de la guerre, qui se trouve au district de Kohala Nord, au nord de l’île d’Hawaii. Mais un des heiaus les plus connus actuellement se trouve à Hōnaunau, dans le district de Kona Sud, sur la côte occidentale de l’île d’Hawaii : connu sous le nom « Cité du Refuge » — une traduction littérale de son nom hawaiien, « puʻuhonua » — cet heiau a été restauré et ouvert comme parc national en 1972.